# Bleekeria (Ammodytidae)
Bleekeria là một chi cá trong họ Ammodytidae thuộc bộ cá vược bản địa của Ấn Độ Dương và Tây Thái Bình Dương. 

## Các loài
Hiện hành có 06 loài được ghi nhận trong chi này:
- Bleekeria estuaria J. E. Randall & H. Ida, 2014 [1]
- Bleekeria kallolepis Günther, 1862
- Bleekeria mitsukurii D. S. Jordan & Evermann, 1902
- Bleekeria murtii K. K. Joshi, Zacharia & P. Kanthan, 2012 [2]
- Bleekeria profunda J. E. Randall & H. Ida, 2014 [1]
- Bleekeria viridianguilla Fowler, 1931